# 密支那
密支那（景颇语：Myitkyina）是缅甸克钦邦的首府，距仰光1479公里，距曼德勒784公里。密支那坐落於伊洛瓦底江边，伊洛瓦底江两条支脉东支恩梅开江和西支迈立开江的汇流处（密松）的下游，在缅甸语中，密支那意为“大河之滨”。
密支那，原名為“斯那公”（又稱“三拉公”），为“绅士”之意。在密支那这座历史名城和文化名城里，随处可见金碧辉煌的寺院和佛塔。
第二次世界大戰期間密支那曾被日軍及緬甸共產黨翁山將軍佔領。1944年5月，在中美聯軍史迪威將軍及副指揮鄭洞國策劃下，中國遠征軍由印度發起反攻，新一軍新三十八師、新二十二師、麥瑞爾突擊隊數千戰士空降密支那機場，歷經三個月圍城血戰，死傷數千戰士，最後攻入城中心火車站，戰爭方才結束。日軍3000多人幾乎全數陣亡。美軍3000多名士兵當中272人陣亡，2000多人受傷；中國遠征軍則傷亡六千餘人，分別葬於城北和城南三處墓地。

## 位置
密支那是缅甸位置最北的港口和铁路線终点。人口约30万，由克钦族，掸族、缅族、傈僳族、水泰族以及華人、印度人组成。密支那車站是纵贯南北的曼德勒—密支那鐵路线终点，与全国最大的玉石产地孟拱也有铁路相通。
密支那是史迪威公路上的贸易中心，在计划修建的中印公路路线上，建有密支那机场，具有重要的战略地位。
古代南方丝绸之路即“蜀身毒道”就是从现今的云南腾冲、梁河、陇川一带进入八莫、密支那等地，再通往印度。八莫和老光屯（八莫以南約14公里处）两地是中缅边民从古至今贸易的中心。密支那以东的的昔董有两条通道直通中国边境，一条从腾冲经高田、猴桥和昔董到密支那，全程约250公里；另一条经南甸、盈江和茅草地至缅甸的八莫，全程约225公里。这两条通道从古到今均为中缅两国的重要商道。
2007年4月，中国腾冲至缅甸密支那二级公路正式通车，公路從腾冲猴桥国家级口岸往密支那，全程一百多公里。
莫冈， 克钦邦城镇，在密支那西南50公里，孟拱河（伊洛瓦底江支流）右岸，密支那—曼德勒铁路由此经过，亦有公路通往印度。附近有红玉和琥珀等礦藏，为全国最大的玉器出產地。

## 農業
在密支那附近出产的香米称作khat cho，被认为是缅甸最好的香米。密支那是翡翠的重要产地。密支那亦因其水果而出名，包括菠萝、西瓜、荔枝和牛奶果。

## 歷史
在第二次世界大战中，中国远征军和北战区司令部的麦瑞尔突击队对日军本多政材中将所指揮的第三十三军發動連續三個月的猛烈攻勢，史稱密支那战役。歷時三個月的軍事衝突最终以史迪威将军所领导的盟军攻克密支那全境告終。